# Alexandra Ludwig (Volleyballspielerin)
Alexandra Ludwig (* 6. September 1968) ist eine ehemalige deutsche Volleyballspielerin.
In ihrer Jugend spielte Alexandra Ludwig für den 1. VC Schwerte und später auch in der Bundesliga. Hier wurde sie 1987 zur „Aufsteigerin des Jahres“ gewählt. 1990 wechselte sie zum Ligakonkurrenten USC Münster, mit dem sie 1991 deutsche Pokalsiegerin wurde. 1992 gewann sie mit Münster den Europapokal der Pokalsieger und wurde deutsche Meisterin. Danach ging sie zurück nach Schwerte, wo sie als Annahme- und Abwehrspezialistin spielte. Alexandra Ludwig war 76-fache deutsche Nationalspielerin. Nach ihrer aktiven Karriere war sie noch als Trainerin beim 1. VC Schwerte tätig.
Alexandra Ludwig arbeitet heute als Physiotherapeutin in Dortmund. Sie betreute seit 2003 die Handballerinnen von Borussia Dortmund und seit 2015 die Basketballerinnen des Herner TC.